# 플라비바이러스속
플라비바이러스속(Flavivirus)은 플라비바이러스과에 딸린 양성외가닥RNA바이러스의 한 속이다. 대표적으로 황열바이러스가 여기 속하며, "플라비-"라는 이름은 라틴어로 “노랗다[黃]”는 뜻이다. 그 밖에도 뎅기열, 서나일열바이러스, 진드기뇌염바이러스, 지카바이러스 등 뇌염을 유발하는 치명적인 바이러스들이 속해 있다.
플라비바이러스속의 바이러스들은 크기가 40-65 나노미터 정도이고, 구대칭형이며, 핵산이 단일가닥 RNA이고, 전자현미경으로 보이는 등의 공통점을 공유한다. 또한 주로 절지동물(모기나 진드기)에 물림으로써 사람에게 감염된다. 사람이 절지동물에게 옮길 수는 없기 때문에 사람이 종결숙주가 된다. 다만 황열, 뎅기열, 지카는 예외적으로 동물 숙주 없이도 전염될 수 있도록 적응했기 때문에 예외다.